# Széncsoport
A széncsoport a periódusos rendszer egyik csoportja, melyben a szén (C), szilícium (Si), germánium (Ge), ón (Sn), ólom (Pb) és fleróvium (Fl) található.
A modern IUPAC-jelölés szerint ez a 14. csoport, régebbi, a félvezetők fizikájában még ma is használt elnevezése IV. csoport.

## Jellemzőik

### Kémiai tulajdonságok
Más csoportokhoz hasonlóan az ebbe a csoportba tartozó elemek esetében is megfigyelhető az elektronkonfiguráció jellegzetes mintázata, különösen a legkülső héjak esetében, ami a kémiai viselkedés trendjét eredményezi:
| Z   | Elem      | Elektronok száma/héj             |
| --- | --------- | -------------------------------- |
| 6   | szén      | 2, 4                             |
| 14  | szilícium | 2, 8, 4                          |
| 32  | germánium | 2, 8, 18, 4                      |
| 50  | ón        | 2, 8, 18, 18, 4                  |
| 82  | ólom      | 2, 8, 18, 32, 18, 4              |
| 114 | fleróvium | 2, 8, 18, 32, 32, 18, 4 (jósolt) |

Ebben a csoportban az egyes elemeknek 4 elektronja van a külső héjon (az atom legmagasabb energiaszintjén), ennek konfigurációja s2p2. A legtöbb esetben az elemek megosztják az elektronjaikat. Az elektronok leadásának hajlama az atom méretének és rendszámának növekedésével nő. Egyedül a szén képez negatív ionokat karbidionok (C4−) formájában. A szilícium és germánium félfémek, mindkettő tud +4 ionokat képezni. Az ón és ólom fémek, míg a fleróvium mesterséges radioaktív elem (nagyon rövid felezési idővel), melynek néhány tulajdonsága lehet, hogy a nemesgázokéra hasonlít, de valószínűleg még így is a másodfajú fémek közé sorolható. Az ón és az ólom is képes +2 töltésű ionokat képezni.
A szén minden halogénnel tetrahalogenidet képez. Emellett három oxidja is van: szén-monoxid, szén-szuboxid (C3O2) és szén-dioxid. Diszulfidot és diszelenidet is képez.
A szilícium két hidridet képez: SiH4 és Si2H6. A fluorral, klórral és jóddal tetrahalogenidet alkot. Ezen kívül dioxidot, valamint diszulfidot is képez. A szilícium-nitrid képlete Si3N4.
A germánium két hidridet képez: GeH4 és Ge2H6. A halogénekkel – az asztáciumot kivéve – tetrahalogenideket, illetve a brómot és asztáciumot leszámítva dihalogenideket is alkot. A polónium kivételével minden kalkogénnel vegyül, így dioxidokat, diszulfidokat és diszelenideket képez. A germánium-nitrid képlete Ge3N4.
Az ón is két hidridet képez: SnH4 és Sn2H6. Halogénekkel – az asztácium kivételével – di- és tetrahalogenideket alkot. A természetben előforduló kalkogenidekkel – a polónium kivételével – kétértékű, a polónium és tellúr kivételével négyértékű vegyületeket is képez.
Az ólom egy hidridet – PbH4 – képez. Fluorral és klórral tetra-, valamint dihalogenidet képez, továbbá ismert a tetrabromidja és a dijodidja, ám tetrabromidja és tetrajodidja instabil. Négy oxidot, valamint egy-egy szulfidot, szelenidet és telluridot képez.
A fleróviumnak nincs ismert vegyülete.

### Fizikai tulajdonságok
A forráspont a csoportban lefelé haladva csökkenő tendenciát mutat. A szén – a csoport legkönnyebb eleme – 3825 °C-on szublimál. A szilícium forráspontja 3265 °C, a germániumé 2833 °C, az óné 2602 °C, az ólomé pedig 1749 °C. Az olvadáspont is nagyjából hasonló tendenciát követ. A szilícium 1414 °C-on olvad, a germánium 939 °C-on, az ón olvadáspontja 232 °C, az ólomé 328 °C.
A szén kristályszerkezete hexagonális; nagy nyomáson és hőmérsékleten gyémántot képez (lásd alább). A szilícium és germánium köbös gyémántrácsban kristályosodnak, csakúgy, mint az ón alacsony hőmérsékleten (13,2 °C alatt). Szobahőmérsékleten az ón tetragonális kristályszerkezetű. Az ólom lapközéppontos rácsot alkot.
A sűrűség a csoportban lefelé haladva nő. A szén sűrűsége 2,26 g/cm3, a szilíciumé 2,33 g/cm3, a germániumé 5,32 g/cm3. Az ón sűrűsége 7,26 g/cm3, míg az ólomé 11,3 g/cm3.
Az atomsugarak is növekednek a csoportban lefelé menve. A szén atomsugara 77 pikométer, a szilíciumé 118 pm, a germániumé 123 pm, az óné 141 pm, az ólomé pedig 175 pm.

#### Allotrópia
A szénnek több allotropja is ismert. A leggyakoribb a grafit, amely egymásra rétegezett szénlapokból áll. Másik, viszonylag ritka a gyémánt. Az amorf szén egy harmadik allotrop, ez a korom alkotója. Egy másik allotrop a fullerén, amely szénlapokból hajtogatott gömbre emlékeztet. Ötödik allotropját, a grafént 2003-ban fedezték fel, ez szénatomoknak méhsejt mintázatú rétege.
A szilíciumnak szobahőmérsékleten két ismert allotropja létezik, ezek az amorf, illetve a kristályos módosulatok. Az amorf módosulat barna por, a kristályos allotrop szürke, fémesen csillogó anyag.
Az ónnak két allotropja van: az α-ón, más néven szürke ón, illetve a β-ón. Az ón általában a β-ón alakban fordul elő, mely ezüstös fém. Standard nyomáson azonban a β-ón 13,2 °C hőmérséklet alatt α-ónná alakul át, mely szürke por formájú anyag. Emiatt az ónból készült tárgyak alacsonyabb hőmérsékleten szürke porrá porladhatnak, ennek a jelenségnek a neve ónpestis.

### Magfizikai tulajdonságok
A széncsoport legalább két elemének (az ónnak és az ólomnak) mágikus atommagja van, ami azt jelenti, hogy ezek az elemek gyakoribbak és stabilabbak, mint azok, amelyeknek nincs mágikus atommagja.

#### Izotópok
A szénnek 15 izotópja ismert, közülük három fordul elő a természetben. A leggyakoribb a stabil szén-12-es, majd ezt követi a stabil szén-13. A szén-14 természetes radioaktív izotóp, felezési ideje 5730 év.
A szilíciumnak eddig 23 izotópját fedezték fel, ezek közül öt fordul elő a természetben. A leggyakoribbak a szilícium-28, a szilícium-29 és a szilícium-30, ezek mindegyike stabil izotóp. A radioaktív szilícium-32 izotóp a természetben is megtalálható az aktinoidák radioaktív bomlása, valamint a felső légkörben bekövetkező spalláció következtében. Az aktinoidák radioaktív bomlása következtében szilícium-34 is előfordul a természetben.
A germániumnak 32 izotópját fedezték eddig fel, közülük a természetben öt fordul elő. Leggyakoribb izotópja a stabil germánium-74, ezt követi a germánium-72, germánium-70, végül a germánium-73. A germánium-76 primordiális radioizotóp.
Az ónnak 40 izotópja ismert, ezek közül 14 a természetben is megtalálható. A leggyakoribbak az ón-120, majd az ón-118, ón-116, ón-119, ón-117, ón-124, ón-122, ón-112, ón-114; ezek mind stabil izotópok. Négy radioaktív ónizotóp – ón-121, ón-123, ón-125 és ón-126 – is előfordul a természetben, ezek az urán radioaktív bomlása során keletkeznek.
Az ólomnak 38 izotópját írták le, közülük 9 a természetben is előfordul. A legnagyobb gyakoriságú az ólom-208, ezt követi az ólom-206, ólom-207 és az ólom-204; ezek mindegyike stabil izotóp. Az urán és tórium radioaktív bomlása révén 4 ólom radioizotóp keletkezik, ezek az ólom-209, ólom-210, ólom-211 és az ólom-212.
A fleróviumnak 6 izotópja ismert (fleróvium-284, fleróvium-285, fleróvium-286, fleróvium-287, fleróvium-288 és fleróvium-289), ezek a természetben nem találhatók meg. A legstabilabb izotóp a fleróvium-289, felezési ideje 2,6 másodperc.

## Előfordulásuk
A szén a csillagokban zajló magfúzió során majdnem minden csillagban, még a kisebb méretűekben is keletkezik. A Föld kérgében koncentrációja 480 ppm, a tengervízben 28 ppm koncentrációban található meg. A légkörben szén-monoxid, szén-dioxid és metán formájában található. A karbonát ásványok kulcsfontosságú alkotója, csakúgy, mint a tengervízben található hidrogén-karbonátoké. Az átlagos emberi test 22,8% szenet tartalmaz.
A szilícium a földkéreg 28%-át alkotja, így abban a második leggyakoribb elem. Koncentrációja a tengervízben és az óceán felszínén mért 30 ppm-től a mélyebb rétegekben 2000 ppm-ig terjedhet. A Föld légkörében a szilícium por alakban nyomokban fordul elő. A Földön a szilikátásványok a leggyakoribb ásványi anyagok. Az emberi test átlagosan 14,3 ppm szilíciumot tartalmaz. Fúziós reakció révén csak a legnagyobb csillagokban keletkezik.
A germánium a földkéregben 2 ppm koncentrációban fordul elő, ezzel az 52. leggyakoribb elem. A talajnak a germánium átlagosan 1 milliomod, a tengervíznek 0,5 billiomod részét teszi ki. A tengervízben germániumorganikus vegyületek is találhatók. Az emberi testben a germánium koncentrációja 71,4 milliárdod rész. A germánium jelenlétét néhány nagyon távoli csillagban is kimutatták.
Az ón koncentrációja a földkéregben 2 ppm, így a 49. leggyakoribb elem. A talajban 1 ppm, a tengervízben 4 ppt koncentrációban fordul elő. Az emberi testben 428 milliomod részben található. Az ón(IV)-oxid koncentrációja a talajban 0,1–300 ppm. Az ón egy ezrelékben magmás kőzetekben is előfordul.
Az ólom a földkéregben 14 ppm koncentrációban található meg, a 36. leggyakoribb elem. Talajbeli előfordulása átlagosan 23 ppm, de régi ólombányák közelében ez elérheti a 20000 ppm (2%) értéket is. A tengervízben koncentrációja 2 ppt, az emberi testben 1,7 ppm. Az emberi tevékenység több ólmot juttat a környezetbe, mint bármely más fémet.
A fleróvium csak részecskegyorsítókban állítható elő.

### Felfedezésük és felhasználásuk az ókorban
A szén, ón és ólom – a kénnel, vassal, rézzel, higannyal, ezüsttel és arannyal együtt – már az ókor óta ismertek.
A szilíciumot a kőzetalkotó szilícium-dioxid formájában már a predinasztikus Egyiptomban, az ókori Kínában és valószínűleg más régi civilizációkban is ismerték. Szilícium-dioxidot tartalmazó üveget mind az egyiptomiak – legkésőbb időszámításunk előtt 1500-ban –, mind a föníciaiak gyártottak. Számos, a természetben előforduló vegyületet vagy szilikátásványt is felhasználtak különféle habarcsokban, hogy az akkori emberek felépíthessék lakhelyeiket.
Az ón felfedezése a történelem homályába vész. A bronzot – a réz és ón ötvözetét – már a történelem előtti ember is használta, mielőtt a tiszta fémet előállították volna. A bronz elterjedt volt a korai Mezopotámiában, az Indus völgyében, Egyiptomban, Krétán, Izraelben és Peruban. A korai mediterrán térség civilizációi által használt ón nagy része a Scilly-szigetekről és a brit-szigeteki Cornwallból származott, ahol a fém bányászata i. e. 300–200 körül kezdődhetett. Ónbányák Közép- és Dél-Amerika inka és azték területein is működtek a spanyol hódítás előtt.
Az ólmot már a korai bibliai beszámolók is említik. A babilóniaiak a fémet tábla formájában feljegyzések rögzítésére használták. A rómaiak írótáblát, vízvezetéket, érmét, sőt még konyhai edényeket is készítettek belőle, ez utóbbi ólommérgezést is okozott. Az ólomfehér néven ismert vegyületet dekorációs festékként már legalább 200 évvel Krisztus előtt előállították.

## Felhasználásuk
A szenet leggyakrabban amorf formában használják fel például az acélgyártásban,  gumiabroncsok töltőanyagaként, légzőkészülékekben és aktív szénként. Grafit formájában ceruzákban használják. A szén másik módosulatát, a gyémántot ékszerekben használják. A szénszálaknak számos alkalmazása van, rendkívül erős, mégis rugalmas voltuk miatt például műholdak merevítéséhez is használják.
A szilícium-dioxidot számos különböző célra használják, például fogkrémekben, építési töltőanyagként, az üveg fő összetevőjeként. A tiszta szilícium 50%-át fémötvözetek készítéséhez, 45%-át szilikonok gyártásához használják fel. Az 1950-es évek óta a félvezetőkben is kiterjedten alkalmazzák.
A germániumot félvezetőkben az 1950-es évekig használták, ezután felváltotta a szilícium. A sugárzásmérők germániumot tartalmaznak. A germánium-oxidot száloptikákban és széles látószögű kamera objektívekben használják. Az ezüsthöz kis mennyiségű germániumot keverve az ezüst ellenállóvá válik a feketedéssel szemben (melyet a kén-hidrogénnel történő reakciója okoz), ezt az ötvözetet argentiumnak hívják.
Az ón legfontosabb felhasználása a forraszok előállítása, az óntermelés 50%-át ez az alkalmazás használja fel, 20%-ából pedig bádogot gyártanak, további 20%-ot a vegyipar használ fel, illetve számos ötvözetnek is alkotóeleme. Az ón(IV)-oxidot évezredek óta elterjedten használják kerámiákban. A kobalt-sztannátot a cölinkék (ceruleinkék) pigmentben használják.
A világon előállított ólom 80%-át savas ólomakkumulátorokban használják fel. További felhasználása a súlyok, pigmentek és radioaktív sugárzás elleni árnyékolás készítése. Korábban a benzinbe kopogásgátló anyagként ólom-tetraetilt adagoltak, de mérgező volta miatt erre a célra már nem használják.

## Előállításuk
A gyémánt – a szén egyik allotrop módosulatának – fő előállítói Oroszország, Botswana, Kongó, Kanada és Dél-Afrika. A mesterséges gyémántok 80%-át Oroszország állítja elő. A világ grafittermelésének 70%-át Kína adja, fontos grafitot bányászó országok továbbá Brazília, Kanada és Mexikó.
A szilícium szilícium-dioxid és szén hevítésével állítható elő.
A germániumnak ismert néhány érce, például a germanit, de ritka előfordulásuk miatt ezeket nem bányásszák, a germániumot más fémek, például a cink érceiből nyerik ki. Oroszországban és Kínában széntelepekből is különítenek el germániumot. A germániumtartalmú érceket először klórral kezelik, melynek révén germánium-tetraklorid keletkezik, majd ezt hidrogéngázzal redukálják. Az így nyert germániumot zónafinomítással tovább tisztítják. Évente mintegy 140 tonnát állítanak elő.
Ónból évente 300 000 tonnát bányásznak. Kína, Indonézia, Peru, Bolívia és Brazília a fő termelők. Az ón előállítását a kassziterit (SnO2) ásvány koksszal történő hevítésével végzik.
A legtöbbet bányászott ólomérc a galenit (ólom-szulfid), évente 4 millió tonnát hoznak felszínre. A legnagyobb termelők Kína, Ausztrália, az Amerikai Egyesült Államok és Peru. Az ércet koksszal és mészkővel keverve pörkölik, így nyerik a tiszta ólmot. A legtöbb ólmot az ólomakkumulátorok újrafelhasználásából nyerik. Az emberiség által eddig kibányászott ólom mennyisége 350 millió tonna.

## Biológiai szerepük
A szén az élet minden ismert formájának az alapeleme. Minden szerves vegyületben előfordul, többek között a DNS-ben, szteroidokban és fehérjékben. Jelentőségét az élet számára elsősorban az adja, hogy a szénatom más elemekkel számos módon tud kötést képezni. Egy átlagos, 70 kg tömegű emberi testben 16 kg szén található.
A szilíciumalapú élet lehetőségét gyakran felvetik, a szilícium azonban a szénhez képest kevésbé változatos gyűrűket és láncokat alkot. A szilíciumot szilícium-dioxid formájában a kovamoszatok és szivacsok a sejtfaluk és vázuk felépítéséhez használják. A szilícium létfontosságú a csirkék és patkányok csontnövekedéséhez, és lehetséges, hogy az ember számára is nélkülözhetetlen. Egy ember naponta 20–1200 milligramm szilíciumot fogyaszt, nagyrészt gabonákból. Egy átlagos, 70 kg tömegű emberi testben 1 gramm szilícium található.
A germánium biológiai szerepe nem tisztázott, azonban az anyagcserét serkenti. Kazuhiko Asai 1980-as beszámolója szerint a germánium előnyös egészségi hatással rendelkezik, de ezt az állítást nem igazolták. Egyes növények – többek között a gabonafélék és zöldségek – germánium-oxid formájában felveszik a germániumot a talajból, annak mennyisége bennük mintegy 0,05 milliomod rész. A napi becsült germániumbevitel embereknél 1 milligramm. Egy átlagos, 70 kg tömegű emberi testben 5 milligramm germánium található.
Az ón létfontosságú a patkányok megfelelő fejlődéséhez, de a 2013-as ismereteink szerint nincs bizonyíték arra, hogy az ember számára az ón bevitele szükséges lenne. A növényeknek nincs szükségük ónra, a gyökereikben azonban felhalmozzák azt. A búza és kukorica hét, illetve három milliomod rész ónt tartalmaz. Ónkohók közelében azonban a növények óntartalma akár 2 ezreléket is elérhet. Az emberek naponta átlagosan 0,3 milligramm ónt fogyasztanak. Egy átlagos, 70 kg tömegű emberi testben 30 milligramm ón található.
Az ólomnak nincs ismert biológiai szerepe, sőt, erősen mérgező, bár egyes mikroorganizmusok képesek az ólommal szennyezett környezetben való túlélésre. Egyes növények, például az uborkák akár tíz milliomod rész ólmot is tartalmazhatnak. Egy átlagos, 70 kg tömegű emberi testben 120 milligramm ólom található.

### Toxicitásuk
Az elemi szén általában nem mérgező, de számos vegyülete, például a szén-monoxid vagy a hidrogén-cianid mérgező. A finom szénpor ugyanakkor veszélyes lehet, mivel ugyanúgy lerakódik a tüdőben, mint az azbeszt.
A sziílciumásványok jellemzően nem mérgezőek. Azonban a – például tűzhányók által kibocsátott – szilícium-dioxid por a tüdőbe jutva egészségkárosodást okozhat.
A germánium megzavarhatja egyes enzimek, például a laktát és az alkohol dehidrogenáz működését. A szerves germániumvegyületek mérgezőbbek a szervetlen származékoknál. Állatokban a germánium szájon át bejuttatva kevéssé toxikus. A súlyos germániummérgezés légzésbénulás miatt halált okozhat.
Az ón néhány vegyülete lenyelve mérgező, de szervetlen vegyületeinek nagy része nem mérgező. Szerves származékai, például a trimetil- és trietilón rendkívül mérgezőek, megzavarhatják a sejten belüli metabolikus folyamatokat.
Az ólom és vegyületei, például az ólom-acetát rendkívül mérgezőek. Az ólommérgezés fej- és gyomorfájást, székrekedést, valamint köszvényt okozhat.

## Fordítás
Ez a szócikk részben vagy egészben  a   Carbon group című angol Wikipédia-szócikk ezen változatának fordításán alapul.  Az eredeti cikk szerkesztőit annak laptörténete sorolja fel. Ez a jelzés csupán a megfogalmazás eredetét és a szerzői jogokat jelzi, nem szolgál a cikkben szereplő információk forrásmegjelöléseként.